# Communauté de communes de Sèvre et Moine
La communauté de communes de Sèvre et Moine est une ancienne communauté de communes française, située dans le département de Maine-et-Loire, en région Pays de la Loire.

## Histoire
La communauté de communes Sèvre et Moine est créée en 1994, par arrêté préfectoral du 28 décembre 1993. En 2005, elle modifie ses statuts pour y ajouter la compétence de création et gestion d'une crèche familiale intercommunale. Elle regroupait les six communes suivantes : Le Longeron, La Renaudière, Roussay, Saint-André-de-la-Marche, Saint-Macaire-en-Mauges et Torfou.
Elle fusionne avec la communauté de communes du Val-de-Moine au 1er janvier 2007 pour donner naissance à la communauté de communes de Moine et Sèvre, devenue la commune nouvelle de Sèvremoine depuis le 15 décembre 2015.

## Composition
Située au sud-ouest du département de Maine-et-Loire, elle regroupait six communes :
| Nom                             | Code Insee | Gentilé      | Superficie (km2) | Population (dernière pop. légale) | Densité (hab./km2) |
| ------------------------------- | ---------- | ------------ | ---------------- | --------------------------------- | ------------------ |
| Saint-Macaire-en-Mauges (siège) | 49301      | Macairois    | 27,33            | 7 203 (2013)                      | 264                |
| Le Longeron                     | 49179      | Longeronnais | 22,08            | 2 143 (2013)                      | 97                 |
| La Renaudière                   | 49258      | Renaudins    | 21,46            | 989 (2013)                        | 46                 |
| Roussay                         | 49263      | Roussayais   | 10,99            | 1 223 (2013)                      | 111                |
| Saint-André-de-la-Marche        | 49264      | Andréatains  | 11,03            | 2 874 (2013)                      | 261                |
| Torfou                          | 49350      | Torfoliens   | 32,35            | 2 130 (2013)                      | 66                 |

## Administration

### Liste des présidents
| Période                                  | Période      | Identité      | Étiquette | Qualité                         |
| ---------------------------------------- | ------------ | ------------- | --------- | ------------------------------- |
| Les données manquantes sont à compléter. |              |               |           |                                 |
| 1995                                     | 2001         | Michel Aragon |           | Maire de Torfou (1993 → 2001)   |
| 2001                                     | janvier 2007 | Jacky Quesnel | DVD       | Maire du Longeron (2001 → 2015) |